# 栃偉山弘行
栃偉山 弘行（とちいやま ひろゆき、1949年3月30日 - ）は、千葉県千葉市出身で、大和証券バスケットボール部所属の元バスケットボール選手、春日野部屋所属の元大相撲力士。本名は浜中 忠（はまなか ただし）、旧姓は大野。大相撲時代は身長191cm、体重95kg。得意手は右四つ、吊り、上手投げ。最高位は東十両13枚目（1973年9月場所）。父も元力士で、大野山の四股名で三段目まで昇進した。

## 来歴・人物

### バスケットボール選手時代
千葉商業高校卒業後は、身長191cmの体格を見込まれて大和証券バスケットボール部に入社し、いきなり主力となり、1967年に行われた第22回全日本実業団競技大会で活躍、チームの日本リーグ入りに大いに貢献した。バスケットボールを続けていれば1972年ミュンヘンオリンピック日本代表入りを果たせると言われたほどの大器であったが「バスケットじゃ飯が食えない。父の遺志を継いで力士になりたい」という思いが捨てきれず、日本リーグの試合に出場することなく会社を飛び出した。

### 大相撲時代
栃錦率いる春日野部屋に入門した。
1967年11月場所に本名の大野の四股名で初土俵を踏み、番付に四股名が載った翌1968年1月場所には序ノ口優勝を飾った。長身を活かした取り口で活躍し、1973年9月場所には十両に昇進、関取になれなかった父の無念を晴らす形となった。しかしその場所で4勝11敗と大きく負け越し、結局これが最後の関取経験となってしまった。十両昇進からわずか1年半後の1975年3月場所をもって廃業した。十両在位1場所に終わったが、師匠は大器を見込んで「大野は稽古をしたか」「どこへいった」と、よく気にかけていたという。

## 主な成績
- 通算成績：173勝129敗14休 勝率.573
- 十両成績：4勝11敗 勝率.267
- 現役在位：45場所
- 十両在位：1場所
- 各段優勝
  - 序ノ口優勝：1回（1968年1月場所）

### 場所別成績
| | 一月場所 初場所（東京） | 三月場所 春場所（大阪） | 五月場所 夏場所（東京） | 七月場所 名古屋場所（愛知） | 九月場所 秋場所（東京） | 十一月場所 九州場所（福岡） |
| --- | ----------------------- | ----------------------- | ----------------------- | --------------------------- | ----------------------- | --------------------------- |
| 1967年 （昭和42年） | x                       | x                       | x                       | x                           | x                       | （前相撲）                  |
| 1968年 （昭和43年） | 西序ノ口8枚目 優勝 6–1  | 東序二段70枚目 6–1      | 東序二段17枚目 6–1      | 東三段目78枚目 3–4          | 東三段目88枚目 5–2      | 東三段目54枚目 2–5          |
| 1969年 （昭和44年） | 東三段目72枚目 5–2      | 西三段目41枚目 6–1      | 西三段目5枚目 5–2       | 西幕下41枚目 3–4            | 東幕下47枚目 3–4        | 東幕下56枚目 3–4            |
| 1970年 （昭和45年） | 東三段目3枚目 5–2       | 西幕下38枚目 3–4        | 東幕下45枚目 5–2        | 西幕下29枚目 5–2            | 東幕下17枚目 5–2        | 西幕下6枚目 4–3             |
| 1971年 （昭和46年） | 東幕下5枚目 3–4         | 西幕下10枚目 5–2        | 西幕下2枚目 4–3         | 西幕下筆頭 2–5              | 西幕下14枚目 2–5        | 西幕下28枚目 5–2            |
| 1972年 （昭和47年） | 西幕下15枚目 4–3        | 東幕下10枚目 休場 0–0–7 | 東幕下40枚目 4–3        | 東幕下34枚目 4–3            | 東幕下19枚目 6–1        | 東幕下12枚目 3–4            |
| 1973年 （昭和48年） | 東幕下17枚目 3–4        | 東幕下25枚目 4–3        | 東幕下21枚目 6–1        | 東幕下6枚目 6–1             | 東十両13枚目 4–11       | 東幕下10枚目 2–5            |
| 1974年 （昭和49年） | 東幕下19枚目 2–5        | 東幕下26枚目 3–4        | 東幕下34枚目 6–1        | 西幕下15枚目 2–5            | 東幕下28枚目 4–3        | 東幕下23枚目 4–3            |
| 1975年 （昭和50年） | 東幕下18枚目 4–3        | 東幕下13枚目 3–4        | 西幕下19枚目 引退 0–0–7 | x                           | x                       | x                           |
| 各欄の数字は、「勝ち-負け-休場」を示す。 優勝 引退 休場 十両 幕下 三賞：敢=敢闘賞、殊=殊勲賞、技=技能賞 その他：★=金星 番付階級：幕内 - 十両 - 幕下 - 三段目 - 序二段 - 序ノ口 幕内序列：横綱 - 大関 - 関脇 - 小結 - 前頭（「#数字」は各位内の序列） |                         |                         |                         |                             |                         |                             |

## 改名歴
- 大野 忠（おおの ただし）1967年11月場所 - 1969年5月場所
- 栃偉山 弘行（とちいやま ひろゆき）1969年7月場所 - 1975年3月場所